# Misbah Ahdab
Pour les articles homonymes, voir Ahdab.
Misbah El-Ahdab (مصباح الأحدب) (né à Tripoli le 1er avril 1962) est un homme politique libanais, ancien député sunnite de Tripoli. Il a été élu en 1996 et réélu lors des législatives de 2000 et de 2005.
Le parcours de Misbah  El-Ahdab se distingue par son profil cosmopolite. Il a reçu son éducation primaire au sein du collège des frères des écoles chrétiennes à Tripoli.
À 13 ans, lors des prémices de la guerre civile, il a quitté le Liban pour suivre ses études secondaires et a obtenu son baccalauréat chez les frères Jésuites à l’école Ste Croix de Neuilly-sur-Seine. Ses études universitaires en Sciences Économiques de la London School of Economics et en management de la European Business School Paris lui ont permis de s’imprégner de différentes cultures européennes et de parfaire les langues qu’il maîtrise avec prouesse: L’Arabe, le Français, l’Anglais, l’Italien et l’Allemand.
Après le décès de son père, Misbah A. Ahdab est rentré au Liban afin de prendre la relève des affaires familiales. C’est à ce moment qu’il a rencontré son épouse Mona Monla Ahdab avec laquelle il a fondé une famille avec trois enfants.
Officier de l’ordre National du Mérite de la République Française et Chevalier Commandeur de l’Ordre du Mérite de la République Italienne, son expérience politique l’a poussé à sérieusement considérer la question de la modération.
Il est membre du Mouvement du renouveau démocratique de Nassib Lahoud depuis 2001 et vice-président du mouvement depuis 2005.
En juin 2009, il se présente contre liste d'alliance entre le Courant du Futur de Saad Hariri et l'ancien Premier ministre Najib Mikati. Il se maintient dans la course comme candidat indépendant, mais n'arrive pas à se faire réélire malgré le soutien de près de 20% des électeurs.
Après avoir exercé la fonction de Consul Honoraire de France au Liban (1992,1996), de vice-président du Mouvement Interconfessionnel du Renouveau Démocratique et de député au Parlement Libanais, il a centré ses réflexions et ses efforts sur la question de la modération. En 2012, il devient membre fondateur et président du Rassemblement de la Modération Civile, qui vise le respect et le rapprochement des Libanais de toutes confessions. Il est le premier musulman Sunnite à avoir participé au Rassemblement du Bristol, le 23 septembre 2004 qui revendiquait le retrait des troupes syriennes du Liban.
Misbah A. Ahdab a toujours été fidèle à sa ligne droite de départ. À travers ses différentes conférences (Table Ronde au Sénat Français, Middle East Institute, le Wilson Center, etc.), les différents débats auxquels il a participé dans les programmes politiques (sur des chaînes arabes et internationales), ainsi qu’à travers les publications de ses écrits, il nous rappelle que la protection de tous les Libanais doit nécessairement passer par une ligne directrice: La Modération.
Misbah A. Ahdab affirme haut et fort son indignation face à toute injustice affligée à une quelconque communauté confessionnelle de son pays. Il s’érige contre le danger de l’extrémisme actuel et de tout courant de radicalisation. Il travaille dans le sens de l’intégration des exclus et des démunis, afin de trouver des varies solutions aux problèmes extrémistes et pour contrer le piège de l’aliénation de toute la communauté Sunnite, en l’incluant dans un plan de protection de toute minorité ou communauté sur le territoire libanais.
Pour Misbah A. Ahdab, cette ligne droite qui est avant tout une ligne de modération, de tolérance et de diversité, reste à ses yeux le seul garant de la sécurité de toute communauté sur le territoire libanais,.

## et références
1. ↑  « Lebanon / Flash: 2 dead and 4 injured in Tripoli following a shooting », libnanews.com,‎ 18 octobre 2019 (lire en ligne, consulté le 30 décembre 2021)
2. ↑  Hussein Yassine·People·, « The First Lebanese to Tragically Lose His Life Protesting for a Better Lebanon », 961,‎ 22 octobre 2019 (lire en ligne, consulté le 30 décembre 2021)